# Eriosema raynaliorum
Eriosema raynaliorum är en ärtväxtart som beskrevs av Jacq.-fel. Eriosema raynaliorum ingår i släktet Eriosema och familjen ärtväxter. Inga underarter finns listade i Catalogue of Life.